# Ne folytassa, felség!
Ne folytassa, felség!, eredeti angol címe King Ralph, 1991-ben bemutatott amerikai filmvígjáték, melynek forgatókönyvírója és rendezője David S. Ward. Főszereplői John Goodman, Peter O’Toole, John Hurt és Camille Coduri. A cselekmény lényege, hogy a brit királyi ház véletlen kiirtása után egy egyszerű amerikai zenész srác marad Nagy-Britannia trónjának jogos örököse. A forgatókönyv Emlyn Williams (1905–1987) walesi író 1980-ban írt Headlong című regényének alapötletére épül, igen lazán kezelve azt.

## Cselekmény
A brit királyi család nagyszabású családi fotózásra gyűlik össze. Sajnálatos baleset történik, rövidzárlat miatt a kamera előtt álló összes családtagot halálos áramütés éri, a „Windham-ház” maradéktalanul kipusztul. Sir Cedric Willingham, királyi magántitkár (Peter O’Toole) lázas keresést indít egy legitim trónörökös felkutatására. Hosszú nyomozás után rátalálnak egy királyi ős házasságon kívüli sarjára, az amerikai Ralph Jones beatzenészre (John Goodman), aki Las Vegasban dolgozik bárzongoristaként. Más lehetőség nem lévén, vele kell megpróbálni.
Mivel Ralph éppen elvesztette munkáját, beleegyezik, hogy az Egyesült Királyságba utazzék, bár fogalma sincs, mit várnak el tőle, mibe megy bele. Nagy-Britannia és Észak-Írország királyává koronázzák. Sir Cedric fáradságot nem kímélve tanítja, hogy egy királynak mit kell tudnia, mit tehet (és legfőképpen mit NEM tehet), de a máshoz szokott Ralph hiába igyekszik, újra és újra elefántként viselkedik a porcelánboltban.
Egyszer kiakad, nem bírja a korlátokat, kiszökik a palotából, egy londoni éjszakai lokálban megismerkedik a szép Miranda sztriptíztáncosnővel (Camille Coduri). Viszonyba keverednek, egy paparazzo észreveszi őket, leadja a drótot Lord Percival Graves-nek (John Hurt), a trónfosztott konkurens Stuart-ház tagjának, aki ettől kezdve azon mesterkedik, hogy a kompromittálja és megbuktassa a Windham-ház kakukktojás-örökösét, és saját személyében visszaszerezze a Stuartok elorzott koronáját.
Graves sok pénzt kínál Mirandának, hogy titkos egyetértésével kompromittáló fényképeket készíthessenek róla és Ralph királyról. Miranda visszautasítja, egy óvatlan találkozás alkalmával azonban egy lesifotósnak mégis sikerül fotót készítenie, ahogy Ralph és Miranda csókolóznak.
Közben Ralph lassan-lassan beletalál királyi szerepébe. Első hivatalos állami vendége az afrikai Mulambon király, aki ipari együttműködést keresve érkezett Angliába. A feszélyezett helyzetből Ralph váratlan bravúrral kivágja magát, sörözni és darts-játékra hívja a királyt, aki hozzá hasonlóan nem sokat tart a merev, ceremoniális udvari etikettről, és a két laza srác közös kocsmai délutánja váratlanul komoly diplomáciai sikerbe fordul.
A miniszterelnök és Sir Cedric feltétlenül szükségesnek látják, hogy Ralph királynak mielőbb rangjához illő királyi házastársat találjanak. Hivatalos látogatásra hívják Gusztáv finn királyt és családját. Ralphot az udvari bálon összehozzák Anna finn királyi hercegnővel (Joely Richardson). A döcögő brit iparnak nagy szüksége lenne nagyszabású finn ipari megrendelésekre, egy legmagasabb házasság nagyot lendítene a dolgon. Ralph kezdetben fel van villanyozva a rekedtes hangú, biztatóan szex-őrültnek tűnő hercegnőtől, de lelke mélyén érzi, inkább Mirandába szerelmes. Az álnok Sir Percival Graves megvesztegette a királyi komornyikot, és Ralph király nevében hamisított meghívót küldött Mirandának az udvari bálra.  A lelkes Ralph, a Mulambon királlyal elért sikeren felbuzdulva, úgy érzi, itt is fel kell dobnia az est hangulatát. Behozat egy csembalót, és a legvadabb rock and roll-t nyomatja rajta. A magas vendégek, főleg a finn királyi pár erősen megütköznek a látványon, ekkor tűnik fel a megtévesztett Miranda, aki azt hiszi, valóban Ralph király hívta meg őt személyesen a bálba. Sir Percival Graves átadja a finn királynak a Ralphról és Mirandáról készült kompromittáló fotókat. Kitör a botrány, a finn király és családja felháborodottan távoznak az országból, a vágyott gazdasági szerződés meghiúsult, Ralph király személyének megítélése országában mélypontra süllyed.
A katasztrófa kellős közepén, Sir Cedric Willingham a báli meghívókat tanulmányozva rájön az összeesküvésre. Őszinte tisztázó megbeszélést folytat Ralph királlyal és bevonja a Scotland Yardot is. Gordon komornyik kézírását azonosítják, letartóztatják, bevallja, hogy Sir Percival felbujtására hamisította a király írását Miranda meghívójára. Ralph király maga is kifaggatja a királyi család szolgálattevőit, és rájön, hogy rajta kívül még egy balkézről való utód is van az öröklési sorban: Sir Cedric, aki Ralph előtt állt az öröklési sorban, de ő lemondott jogáról, mert egyfelől nem tartotta magát elég erősnek és méltónak a feladatra, másfelől nem voltak gyermekei a trónöröklés biztos folytatásához. Így került sor Ralphra.
Ralph meghozza döntését. Összehívja a Brit Parlament mindkét házát. Az ülés megnyitása előtt Lord Percival sikeresen a „méltatlan király” ellen uszítja a lordokat. Ralph a szószékre lép, beszédét a televízió egyenes adásban közvetíti az országnak. A király bocsánatot kér alattvalóitól, hogy hibás viselkedésével ártott Nagy-Britannia imázsának. Bejelenti, hogy előző este telefonon megállapodott barátjával, Mulambon királlyal, gazdasági szerződés megkötéséről, mely a brit iparvidékek számára fellendülést jelent. A hangulat kezd megfordulni, a lordok is, és a képernyőket néző alattvalók között is. Ralph király ezután leleplezi az összeesküvést, amely szabotálni akarta terveit. Bemutatja a bizonyítékokat, melyek alapján Lord Percival Graves-t megvádolja a monarchia törvényes öröklés rendjébe való beavatkozás kísérletével, némi bizonytalanság után hibátlanul, fejből idézve a felségárulásról szóló 1702-es angol törvényt. A lordok felháborodnak és támogatják, hogy a Scotland Yard emberei letartóztassák Sir Percivalt. Végül Ralph kinyilvánítja a képviselők és a lordok előtt, hogy Sir Cedric Willingham a trón jogos örököse, ő maga pedig lemond a trónról Sir Cedric javára. Viharos tetszésnyilvánítások a padsorokból és szerte Angliában a képernyők előtt.
Ralph kiköltözik a palotából, elbúcsúzik az új királytól, Cedrictől, akitől helytállást és felelősségtudatot tanulhatott. Cedric király lovaggá üti és Warren hercegévé emeli Ralphot, aki meglátogatja Mirandát, és kapcsolatukat újra kezdik. Ettől kezdve Warren kastélyában élnek boldogan. A záró képben Ralph a számára berendezett csúcs színvonalú zenei stúdióban, saját „Ralph & The Dukettes” („hercegek”) együttesével valósítja meg zenészi terveit, és Mirandával már nevelik a trónörököst, a kis II. Ralphot.

## Szereposztás
| Szerep                          | Színész                | Magyar hangja (1. szinkron) |
| ------------------------------- | ---------------------- | --------------------------- |
| Ralph Hampton Gainesworth Jones | John Goodman           | Vass Gábor                  |
| Sir Cedric Charles Willingham   | Peter O’Toole          | Szokolay Ottó               |
| Lord Percival Graves            | John Hurt              | Végvári Tamás               |
| Miranda Green                   | Camille Coduri         | Kubik Anna                  |
| Duncan Phipps                   | Richard Griffiths      | Makay Sándor                |
| Gordon Halliwell                | Leslie Phillips        | Horkai János                |
| Jeffrey Hale miniszterelnök     | James Villiers         | Pathó István                |
| Anna finn hercegnő              | Joely Richardson       | Várhegyi Teréz              |
| Tommy McGuire                   | Niall O’Brien          | Kiss Gábor                  |
| Gusztáv finn király             | Julian Glover          | Kovács István               |
| Katalin finn királyné           | Judy Parfitt           | Dallos Szilvia              |
| Dizentéria, punk srác           | Ed Stobart             | Hankó Attila                |
| Punk lány                       | Gedren Heller          | N/A                         |
| Mulambon király                 | Rudolph Walker         | Jakab Csaba                 |
| Hamilton                        | Michael Johnson        | N/A                         |
| Miranda anyja                   | Ann Beach              | N/A                         |
| Miranda apja                    | Jack Smethurst         | N/A                         |
| Királyi fényképész              | Roger Ashton-Griffiths | Kisfalussy Bálint           |
| Ed Mayes                        | Brian Greene           | Tolnai Miklós               |
| Műsorvezető a sztriptízbárban   | Dallas Adams           | Juhász Jácint               |
| Tévés hírolvasó                 | Richard Whitmore       | Kovács P. József            |